# Grand Prix Francie 1977
Grand Prix Francie 1977 (oficiálně 63eme Grand Prix de France) se jela na okruhu Dijon-Prenois v Dijon ve Francii dne 3. července 1977. Závod byl devátým v pořadí v sezóně 1977 šampionátu Formule 1.

## Závod
| Poř.   | No. | Jezdec             | Konstruktér        | Počet kol | Čas/Odstoupení | Pořadí na startu | Body |
| ------ | --- | ------------------ | ------------------ | --------- | -------------- | ---------------- | ---- |
| 1      | 5   | Mario Andretti     | Lotus-Ford         | 80        | 1:39:40.13     | 1                | 9    |
| 2      | 7   | John Watson        | Brabham-Alfa Romeo | 80        | +1.55          | 4                | 6    |
| 3      | 1   | James Hunt         | McLaren-Ford       | 80        | +33.87         | 2                | 4    |
| 4      | 6   | Gunnar Nilsson     | Lotus-Ford         | 80        | +1:11.08       | 3                | 3    |
| 5      | 11  | Niki Lauda         | Ferrari            | 80        | +1:14.15       | 9                | 2    |
| 6      | 12  | Carlos Reutemann   | Ferrari            | 79        | +1 kolo        | 6                | 1    |
| 7      | 22  | Clay Regazzoni     | Ensign-Ford        | 79        | +1 kolo        | 16               |      |
| 8      | 26  | Jacques Laffite    | Ligier-Matra       | 78        | + 2 kola       | 5                |      |
| 9      | 2   | Jochen Mass        | McLaren-Ford       | 78        | + 2 kola       | 7                |      |
| 10     | 24  | Rupert Keegan      | Hesketh-Ford       | 78        | + 2 kola       | 14               |      |
| 11     | 28  | Emerson Fittipaldi | Fittipaldi-Ford    | 77        | + 3 kola       | 22               |      |
| 12     | 3   | Ronnie Peterson    | Tyrrell-Ford       | 77        | + 3 kola       | 17               |      |
| 13     | 19  | Vittorio Brambilla | Surtees-Ford       | 77        | + 3 kola       | 11               |      |
| NC     | 10  | Ian Scheckter      | March-Ford         | 69        | Neklasifikován | 20               |      |
| Ret    | 20  | Jody Scheckter     | Wolf-Ford          | 66        | Nehoda         | 8                |      |
| Ret    | 8   | Hans-Joachim Stuck | Brabham-Alfa Romeo | 64        | Nehoda         | 13               |      |
| Ret    | 17  | Alan Jones         | Shadow-Ford        | 60        | Převodovka     | 10               |      |
| Ret    | 37  | Arturo Merzario    | March-Ford         | 27        | Převodovka     | 18               |      |
| Ret    | 4   | Patrick Depailler  | Tyrrell-Ford       | 21        | Nehoda         | 12               |      |
| Ret    | 16  | Riccardo Patrese   | Shadow-Ford        | 6         | Motor          | 15               |      |
| Ret    | 31  | David Purley       | LEC-Ford           | 5         | Nehoda         | 21               |      |
| Ret    | 34  | Jean-Pierre Jarier | Penske-Ford        | 4         | Nehoda         | 19               |      |
| DNQ    | 9   | Alex Ribeiro       | March-Ford         |           |                |                  |      |
| DNQ    | 27  | Patrick Nève       | March-Ford         |           |                |                  |      |
| DNQ    | 30  | Brett Lunger       | McLaren-Ford       |           |                |                  |      |
| DNQ    | 25  | Harald Ertl        | Hesketh-Ford       |           |                |                  |      |
| DNQ    | 18  | Larry Perkins      | Surtees-Ford       |           |                |                  |      |
| DNQ    | 39  | Héctor Rebaque     | Hesketh-Ford       |           |                |                  |      |
| DNQ    | 18  | Patrick Tambay     | Surtees-Ford       |           |                |                  |      |
| DNQ    | 35  | Conny Andersson    | BRM                |           |                |                  |      |
| Zdroj: |     |                    |                    |           |                |                  |      |

## Průběžné pořadí po závodě
Pohár jezdců
| Pořadí | Jezdec           | Body |
| ------ | ---------------- | ---- |
| 1      | Niki Lauda       | 33   |
| 2      | Mario Andretti   | 32   |
| 3      | Jody Scheckter   | 32   |
| 4      | Carlos Reutemann | 28   |
| 5      | Gunnar Nilsson   | 16   |
| Zdroj: |                  |      |

Pohár konstruktérů
| Pořadí | Konstruktér        | Body    |
| ------ | ------------------ | ------- |
| 1      | Ferrari            | 50 (52) |
| 2      | Lotus-Ford         | 43      |
| 3      | Wolf-Ford          | 32      |
| 4      | McLaren-Ford       | 25      |
| 5      | Brabham-Alfa Romeo | 17      |
| Zdroj: |                    |         |